# Törökbálint
Törökbálint (in tedesco Großturwall) è una città di 12.886 abitanti situata nella contea di Pest, nell'Ungheria settentrionale.

## Amministrazione

### Gemellaggi
- Bük, Ungheria
- Colleferro, Italia
- Cristuru Secuiesc, Romania
- Hostinné, Repubblica Ceca
- Hurbanovo, Slovacchia
- Skellefteå, Svezia
- Süßen, Germania
- Vabalninkas, Lituania